# Carola Wagner (Schauspielerin)

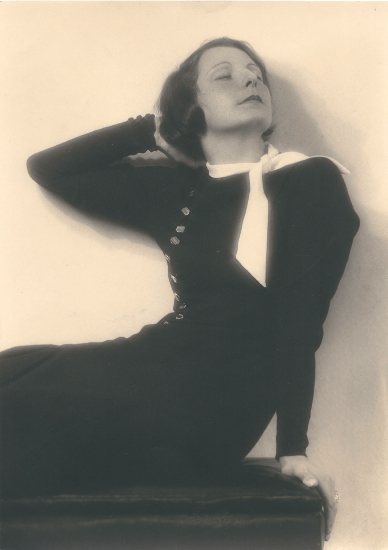
Carola Wagner um 1930

Carola Wagner (ursprünglich Carla Wagner; * 17. Februar 1902; † 11. August 1982 in Augsburg) war eine deutsche Schauspielerin und Schauspiellehrerin.

## Wirken
Carola Wagner gab ihr Debüt 1920 an den Städtischen Bühnen Augsburg, wo sie auch bis 1922 engagiert war. Es folgten weitere Engagements am Staatsschauspiel München (1922–1926), in Hamburg (1926/27) und Hannover (1929–1934). Seit 1936 war sie Mitglied des Ensembles der Städtischen Bühnen Augsburg. Aus dieser Zeit existieren einige Belege über Inszenierungen unter ihrer Mitwirkung. Fernsehauftritte in Spielfilmen und Serien hatte sie bis 1972. Ebenfalls in Augsburg war sie als Schauspiellehrerin tätig. Zu ihren Schülern zählten Eberhard Peiker, Ursula Erb und Hans B. Goetzfried.

## Theaterrollen (Auswahl)
- 1930: Stefan Zweig: Das Lamm des Armen (Städtische Bühnen Hannover), mit Raul Lange, Theodor Becker und Hugo Rudolph.
- 1962/63: Tennessee Williams: Die Glasmenagerie – Regie: Dieter Munck (Städtische Bühnen Augsburg)
- 1969: Peter Weiss: Marat/Sade – Regie: Erich Geiger (Städtische Bühnen Augsburg)
- 1969/70: Friedrich Hebbel: Maria Magdalena – Regie: Hermann Kleinselbeck (Städtische Bühnen Augsburg)

## Filmografie (Auswahl)
- 1960: Unter dem Milchwald (Fernsehfilm)
- 1962: Wer einmal aus dem Blechnapf frißt (Fernseh-Miniserie)
- 1965: Der Sündenbock (Fernsehfilm)
- 1967: Liebesgeschichten (Fernsehserie, 1 Folge)
- 1968: Bel Ami (Fernsehfilm)
- 1972: Ein Chirurg erinnert sich (Fernsehserie, 1 Folge)

## Weblink
- Carola Wagner bei IMDb

| Personendaten    | Personendaten                                  |
| ---------------- | ---------------------------------------------- |
| NAME             | Wagner, Carola                                 |
| ALTERNATIVNAMEN  | Wagner, Carla                                  |
| KURZBESCHREIBUNG | deutsche Schauspielerin und Schauspiellehrerin |
| GEBURTSDATUM     | 17. Februar 1902                               |
| STERBEDATUM      | 11. August 1982                                |
| STERBEORT        | Augsburg                                       |